# 51430 Ireneclaire
51430 Ireneclaire este un asteroid din centura principală de asteroizi.

## Descriere
51430 Ireneclaire este un asteroid din centura principală de asteroizi. A fost descoperit pe 20 martie 2001 la Nogales, Arizona la Observatorul Tenagra II. Asteroidul prezintă o orbită caracterizată de o semiaxă mare de 2,32 ua, o excentricitate de 0,14 și o înclinație de 7,1° în raport cu ecliptica.